# ترامور
ترامور ( /trəˈmɔːr/ .الأيرلندية ) هي مدينة منتجع ساحلي في مقاطعة وترفورد، على الساحل الجنوبي الشرقي لأيرلندا. هي مدينة ذات أصول متواضعة كقرية صغيرة لصيد الأسماك، شهدت المنطقة تطوراً سريعاً عند وصول السكك الحديدية من مدينة وترفورد في عام 1853 للميلاد. في البداية ازدهرت المدينة كوجهة سياحية، حيث اجتذبت الزوار من مناطق بعيدة مثل دبلن في الصيف. مع نمو السكان بشكل مطرد في الجزء الأخير من القرن العشرين، أصبحت ترامور مدينة ووترفورد للأقمار الصناعية، وتقع على بعد حوالي 13 كم إلى الشمال. تعد المدينة اليوم وجهة شهيرة لركوب الأمواج والرياضات المائية الأخرى بسبب خليجها الكبير المحمي وتوفير الإقامة ووسائل الراحة.

## جغرافية
تقع البلدة في الركن الشمالي الغربي لخليج ترامور على تل يميل إلى الشق أو البصق الرملي الذي يقسم الخليج. وراء اللسان الرملي تكمن بحيرة و المعروفة باسم «باكستراند». كنيسة الصليب المقدس هي كنيسة كاثوليكية قوطية، يهيمن عليها برج غير متناظر ومستدق، تقع في موقع ضخم يطل على المدينة. تم بنائه بين عامي 1856 و 1871 بواسطة JJ McCarthy.

## أعلام
- جيرالدين كينيدي
- نورمان بور
- لويز ريتشاردسون